# Ute Krätschmann
Ute Sabine Krätschmann (* 19. April 1972 in Essen) ist eine ehemalige deutsche Basketballspielerin.

## Laufbahn
Die 1,73 Meter große Aufbauspielerin spielte jahrelang für Gold-Zack Wuppertal, das 1989 und dann zwischen 1993 und 2002 zehn Mal in Folge die deutsche Meisterschaft gewann. 1996 errang Krätschmann mit Wuppertal den Sieg im Europapokal der Landesmeister sowie in derselben Saison die deutsche Meisterschaft und den nationalen Pokalwettbewerb, auch wenn sie die in diesem Spieljahr lange ausfiel. 1997 schaffte sie es mit der Mannschaft noch einmal ins Endspiel, unterlag dort aber CJM Bourges Basket aus Frankreich. Den höchsten Punkteschnitt ihrer Europapokalkarriere erzielte Krätschmann in der Spielzeit 1998/99, als sie im Schnitt 7,7 Zähler verbuchte.
Ab 2002 und bis 2005 spielte Krätschmann für NB Oberhausen in der Bundesliga. Später nahm sie mit Oberhausen an Seniorenwettbewerben teil.

### Nationalmannschaft
Krätschmann gab 1991 ihren Einstand in der deutschen A-Nationalmannschaft. 1995 gehörte sie zum deutschen EM-Kader, bei der Weltmeisterschaft 1998 im eigenen Land wurde sie mit der Nationalmannschaft Elfter. 1999 bestritt sie eine zweite Europameisterschaft. Insgesamt wurde die Aufbauspielerin zwischen 1991 und 2001 in 101 A-Länderspielen eingesetzt.